# Jovençan
Jovençan ist eine kleine italienische Gemeinde mit 714 Einwohnern (Stand 31. Dezember 2023) in der autonomen Region Aostatal.
Jovençan liegt in einer Höhe von 632 m an der rechten Seite der Dora Baltea. In der Umgebung des Ortes wird Obstanbau betrieben. Die Gemeinde besteht aus den Ortsteilen Bren, Champailler, La Prému, Turc, Verméneusaz, Pré Cognein, Turlin, Rollandin, Mont-Corvé, Plot de la Corne, Montrosset, Pendine, Gros Beylan, Les Adam (chef-lieu), Jobel, Turille, Pompiod, Pingaz, Grummel dessous, La Plante, Le Clou, Pessolin, Étral, Rotin und Chandiou.
Die Nachbargemeinden sind Aymavilles, Gressan und Sarre.

## Sehenswürdigkeiten
- Burg Jovençan
- Turm der Salasser